# Puente Gobernador Nobre de Carvalho
El Puente Gobernador Nobre de Carvalho (en portugués: Ponte Governador Nobre de Carvalho; en chino: 嘉樂庇總督大橋) también conocido como el Puente de Macao-Taipa, es un puente de doble carril y doble vía que conecta la península de Macao cerca del Casino de Lisboa y la isla de Taipa en la vertiente norte de Taipa Pequena (Pequeña colina de Taipa). Fue el primer puente en Macao en conectar la península y Taipa. Es conocido localmente como "El Puente Viejo".

## Historia
El puente fue diseñado por Edgar Cardoso. Se empezó a construir en junio de 1970, durante el dominio portugués. Con una longitud de 2.569,8 metros y una anchura de 9,2 metros, se abrió al tráfico en octubre de 1974. La parte central del puente está elevada una distancia de 1.213 m para permitir el paso de los barcos por un paso de 73 m de ancho. El punto más alto del puente está a 35 metros sobre el nivel del mar. Visto desde lejos, esta parte del puente se asemeja a un triángulo plano. Lleva el nombre de José Manuel de Sousa e Faria Nobre de Carvalho, Gobernador de Macao del 25 de noviembre de 1966 al 19 de noviembre de 1974. Tras una reordenación posterior de la línea de costa, el puente se acortó a 2.436 metros.
Debido a la construcción en torno al Casino Lisboa, el puente se cerró temporalmente en 2005. Desde 2006, el puente está abierto de nuevo, pero sólo para autobuses, taxis y vehículos de emergencia.